# Alex Kirby
Alex Kriby es un periodista británico, especializado en temas medioambientales. Ha trabajado en varios cargos dentro de la British Broadcasting Corporation (BBC) durante casi 20 años. Desde 1987 hasta 1996 fue el encargado de medioambiente en los informativos de la BBC en radio y televisión. Dejó la BBC en 1998 para trabajar como periodista independiente. Actualmente es el corresponsal de medioambiente en BBC News Online y tiene una serie medioambiental BBC Radio 4, Costing the Earth.
Escribe periódicamente una columna en la revista BBC Wildlife.